# Élections législatives de 1928 dans la Somme
Les élections législatives françaises de 1928 se déroulent les 22 et 29 avril 1928. Dans le département de la Somme, sept députés sont à élire dans le cadre de sept circonscriptions.

## Députés sortants et députés élus
| Liste                      | Député sortant      |  | Parti     |
| -------------------------- | ------------------- |  | --------- |
| Concentration républicaine | siège vacant        |  |           |
| Concentration républicaine | Lucien Lecointe     |  | PRSSF     |
| Concentration républicaine | Gontrand Gonnet     |  | AD        |
| Concentration républicaine | Émile Ternois       |  | PRRRS     |
| Concentration républicaine | Paul Casimir Dubois |  | PRRRS     |
| Concentration républicaine | Georges Jourdain    |  | Rad. ind. |
| Fédération républicaine    | Georges Antoine     |  | FR        |

|   | Circonscription | Député élu                 |  | Parti |
| - | --------------- | -------------------------- |  | ----- |
| 1 | 1re d'Abbeville | Émile Ternois              |  | PRRRS |
| 2 | 2e d'Abbeville  | Henri des Lyons de Feuchin |  | FR    |
| 3 | 1re d'Amiens    | Georges Antoine            |  | FR    |
| 4 | 2e d'Amiens     | Jean Masse                 |  | AD    |
| 5 | 3e d'Amiens     | Albert Ménil               |  | FR    |
| 6 | Montdidier      | Pierre de Lupel            |  | AD    |
| 7 | Péronne         | Gontrand Gonnet            |  | AD    |

## Résultats au niveau départemental
| Parti    | Parti                                            | Premier tour | Premier tour | Second tour | Second tour | Sièges |
| Parti    | Parti                                            | Voix         | %            | Voix        | %           | Sièges |
| -------- | ------------------------------------------------ | ------------ | ------------ | ----------- | ----------- | ------ |
|          | Alliance démocratique                            | 22 700       | 19,43        | 13 830      | 13,98       | 3      |
|          | Parti républicain, radical et radical-socialiste | 22 315       | 19,10        | 14 055      | 14,21       | 1      |
|          | Section française de l'Internationale ouvrière   | 19 580       | 16,76        | 20 819      | 21,05       | 0      |
|          | Fédération républicaine                          | 17 472       | 14,95        | 22 298      | 22,55       | 3      |
|          | Radicaux indépendants                            | 14 165       | 12,13        | 14 367      | 14,53       | 0      |
|          | Parti communiste-SFIC                            | 9 997        | 8,56         | 4 819       | 4,87        | 0      |
|          | PRSSF-PRS                                        | 9 396        | 8,04         | 8 707       | 8,80        | 0      |
|          | Sans étiquette                                   | 1 210        | 1,04         |             |             | 0      |
|          |                                                  |              |              |             |             |        |
| Exprimés | Exprimés                                         | 116 835      |              | 98 895      |             | 7      |

## Résultats par arrondissement

### Arrondissement d'Abbeville

#### 1recirconscription
Député sortant : Nouvelle circonscription
| Candidat | Candidat        | Parti    | Premier tour | Premier tour | Second tour | Second tour |
| Candidat | Candidat        | Parti    | Voix         | %            | Voix        | %           |
| -------- | --------------- | -------- | ------------ | ------------ | ----------- | ----------- |
|          | Émile Ternois * | PRRRS    | 6 166        | 41,19        | 7 692       | 51,25       |
|          | Jean Coache     | AD       | 4 636        | 30,97        | 6 905       | 46,01       |
|          | Ernest Dumont   | FR       | 2 296        | 15,34        |             |             |
|          | M. Dinouart     | SFIO     | 979          | 6,54         |             |             |
|          | René Clause     | PC-SFIC  | 866          | 5,79         | 412         | 2,74        |
|          | M. Dejardins    | DVD      | 25           | 0,17         |             |             |
|          |                 |          |              |              |             |             |
| Exprimés | Exprimés        | Exprimés | 14 968       |              | 15 009      |             |

Député élu : Émile Ternois (PRRRS)

#### 2ecirconscription
Député sortant : Nouvelle circonscription
| Candidat | Candidat                   | Parti       | Premier tour | Premier tour | Second tour | Second tour |
| Candidat | Candidat                   | Parti       | Voix         | %            | Voix        | %           |
| -------- | -------------------------- | ----------- | ------------ | ------------ | ----------- | ----------- |
|          | Henri des Lyons de Feuchin | FR          | 5 172        | 31,99        | 7 760       | 48,81       |
|          | Alexis Mailly              | SFIO        | 2 889        | 17,87        | 7 622       | 47,94       |
|          | Dr Léon Mabille            | Rad. ind.   | 2 239        | 13,85        |             |             |
|          | Anatole Mopin              | PRRRS diss. | 1 715        | 10,61        |             |             |
|          | Louis Beaurain             | PC-SFIC     | 1 487        | 9,20         | 517         | 3,25        |
|          | Maurice Delabie            | PRRRS       | 1 481        | 9,16         |             |             |
|          | Édouard Mariage            | AD          | 975          | 6,03         |             |             |
|          | M. Flament                 | DIV         | 210          | 1,30         |             |             |
|          |                            |             |              |              |             |             |
| Exprimés | Exprimés                   | Exprimés    | 16 168       |              | 15 899      |             |

Député élu : Henri des Lyons de Feuchin (FR)

### Arrondissement d'Amiens

#### 1recirconscription
Député sortant : Nouvelle circonscription
| Candidat | Candidat          | Parti     | Premier tour | Premier tour | Second tour | Second tour |
| Candidat | Candidat          | Parti     | Voix         | %            | Voix        | %           |
| -------- | ----------------- | --------- | ------------ | ------------ | ----------- | ----------- |
|          | Georges Antoine * | FR        | 6 380        | 32,46        | 7 390       | 36,99       |
|          | Lucien Lecointe * | PRSSF     | 5 519        | 28,08        | 7 029       | 35,18       |
|          | Jules Thierry     | SFIO      | 4 717        | 24,00        | 5 073       | 25,39       |
|          | Roland Péchin     | PC-SFIC   | 1 582        | 10,57        | 487         | 2,44        |
|          | André Quevreux    | Rad. ind. | 1 107        | 5,63         |             |             |
|          | Maurice Desaint   | PRS       | 347          | 1,77         |             |             |
|          |                   |           |              |              |             |             |
| Exprimés | Exprimés          | Exprimés  | 19 652       |              | 19 979      |             |

Député élu : Georges Antoine (FR)

#### 2ecirconscription
Député sortant : Nouvelle circonscription
| Candidat | Candidat           | Parti     | Premier tour | Premier tour | Second tour | Second tour |
| Candidat | Candidat           | Parti     | Voix         | %            | Voix        | %           |
| -------- | ------------------ | --------- | ------------ | ------------ | ----------- | ----------- |
|          | Jean Masse         | AD        | 6 904        | 37,27        | 8 443       | 45,01       |
|          | Georges Jourdain * | Rad. ind. | 5 382        | 29,06        | 7 462       | 39,78       |
|          | Louis Prot         | PC-SFIC   | 3 144        | 16,97        | 2 851       | 15,20       |
|          | Adrien Dupuis      | SFIO      | 3 093        | 16,70        |             |             |
|          |                    |           |              |              |             |             |
| Exprimés | Exprimés           | Exprimés  | 18 523       |              | 18 756      |             |

Député élu : Jean Masse (AD)

#### 3ecirconscription
Député sortant : Nouvelle circonscription
| Candidat | Candidat            | Parti       | Premier tour | Premier tour | Second tour | Second tour |
| Candidat | Candidat            | Parti       | Voix         | %            | Voix        | %           |
| -------- | ------------------- | ----------- | ------------ | ------------ | ----------- | ----------- |
|          | Albert Ménil        | FR          | 5 920        | 35,21        | 7 148       | 42,34       |
|          | Étienne Dusevel     | PRRRS diss. | 4 836        | 28,76        | 6 363       | 37,69       |
|          | Louis Lebel         | SFIO        | 2 612        | 15,54        | 2 983       | 17,67       |
|          | Étienne Dubourguier | PRRRS       | 2 245        | 13,35        |             |             |
|          | Maurice Mazier      | PC-SFIC     | 1 200        | 7,14         | 388         | 2,30        |
|          |                     |             |              |              |             |             |
| Exprimés | Exprimés            | Exprimés    | 16 813       |              | 16 882      |             |

Député élu : Albert Ménil (FR)

### Arrondissement de Montdidier
Député sortant : Nouvelle circonscription
| Candidat | Candidat             | Parti       | Premier tour | Premier tour | Second tour | Second tour |
| Candidat | Candidat             | Parti       | Voix         | %            | Voix        | %           |
| -------- | -------------------- | ----------- | ------------ | ------------ | ----------- | ----------- |
|          | Pierre de Lupel      | AD          | 4 015        | 32,57        | 5 387       | 43,55       |
|          | Rodolphe Tonnellier  | SFIO        | 2 914        | 23,64        | 5 141       | 41,56       |
|          | Louis Lematte        | PRRRS diss. | 2 085        | 16,91        |             |             |
|          | Beaudoin de Belleval | PRS         | 1 638        | 13,29        | 1 678       | 13,56       |
|          | M. Cabanis           | PRRRS       | 1 135        | 9,21         |             |             |
|          | Émile Renoust        | PC-SFIC     | 540          | 4,38         | 164         | 1,33        |
|          |                      |             |              |              |             |             |
| Exprimés | Exprimés             | Exprimés    | 12 327       |              | 12 370      |             |

Député élu : Pierre de Lupel (AD)

### Arrondissement de Péronne
Député sortant : Nouvelle circonscription
| Candidat | Candidat          | Parti    | Premier tour | Premier tour |
| Candidat | Candidat          | Parti    | Voix         | %            |
| -------- | ----------------- | -------- | ------------ | ------------ |
|          | Gontrand Gonnet * | AD       | 9 485        | 51,59        |
|          | Émile Leturcq     | PRRRS    | 5 345        | 29,07        |
|          | Alfred Basquin    | SFIO     | 2 376        | 12,92        |
|          | Émile Touzet      | PC-SFIC  | 1 178        | 6,41         |
|          |                   |          |              |              |
| Exprimés | Exprimés          | Exprimés | 18 384       |              |

Député élu : Gontrand Gonnet (AD)

## Inscriptions aux groupes parlementaires
|   | Circonscription | Député élu                 |  | Parti | Groupe                                    |
| - | --------------- | -------------------------- |  | ----- | ----------------------------------------- |
| 1 | 1re d'Abbeville | Émile Ternois              |  | PRRRS | Républicain radical et radical-socialiste |
| 2 | 2e d'Abbeville  | Henri des Lyons de Feuchin |  | FR    | Union républicaine et démocratique        |
| 3 | 1re d'Amiens    | Georges Antoine            |  | FR    | Union républicaine et démocratique        |
| 4 | 2e d'Amiens     | Jean Masse                 |  | AD    | Républicains de gauche                    |
| 5 | 3e d'Amiens     | Albert Ménil               |  | FR    | Union républicaine et démocratique        |
| 6 | Montdidier      | Pierre de Lupel            |  | AD    | Républicains de gauche                    |
| 7 | Péronne         | Gontrand Gonnet            |  | AD    | Gauche radicale                           |